# آنپیپال
آنپیپال (به لاتین: Aanppipal) در نپال با جمعیت ۵٬۱۲۴ نفر است که در gandaki zone واقع شده‌است.